# 高橋昭博
高橋 昭博（たかはし あきひろ、1931年7月26日 - 2011年11月2日）は、日本の元地方公務員（広島市元職員）、原爆被爆者。広島平和記念資料館元館長。被爆体験の証言活動を行っていた。

## 略歴
広島県広島市西区出身。1945年8月6日、旧制広島市立中学校（現・広島市立基町高等学校）2年在学中、爆心地から約1.4キロ離れた中広町の校庭で被爆。1951年、広島市職員となる。
1956年、広島県被団協の結成に加わる。
1979年4月から1983年3月まで第7代広島平和記念資料館館長を務めた。
1995年3月まで広島平和文化センター事業部長を務め、退職。
2008年、谷本清平和賞 受賞。
2011年4月、心筋梗塞のため入院。
2011年11月2日、心不全のため広島市中区の病院で死去。80歳没。

## 著書
- 『ヒロシマ、ひとりからの出発』ISBN 9784480050045
- 『きみはヒロシマを見たか ― 広島原爆資料館』 ISBN 9784140082904
- 『絵本ヒロシマのおとうさん ― ヒロシマの心を子どもたちに』（絵 四国五郎）ISBN 9784811370941
- 『ヒバクシャのこころ』汐文社,1984年8月
- 『ヒロシマ いのちの伝言―被爆者 高橋昭博の50年』ISBN 9784582824100